# Arroyo Yacot
El arroyo Yacot es un curso de agua Uruguayo que recorre el departamento de Artigas. Nace en la cuchilla Yacaré Cururú y desemboca en el río Cuareim. Pertenece a la Cuenca del Plata.